# Bandar Torkaman
Bandar Torkaman (Bandar-e Torkaman, literalmente Puerto Turcomano, persa  بندر ترکمن) es un puerto en la provincia de Gulistán (Irán) en el mar Caspio. Queda a aproximadamente 375 kilómetros de Teherán y tiene una población estimada de 126.000 en 2006, la gran mayoría de origen turcomano. A unos 3 kilómetros al oeste de Bandar Torkaman se encuentra la isla de Ashuradeh.. Antes de la Revolución Islámica de 1978-1979, era conocida como Bandar Sha (Bandar-e Šāh).

## Economía
La economía se basa principalmente en la agricultura, la artesanía, la ganadería, la pesca y el turismo, extrayéndose cerca del 50% del caviar iraní cerca de este puerto y donde se encuentra ubicada la isla de Ashuradeh, que atrae a muchos turistas. Bandar Torkaman también es apodada "Isla de algodón"; el algodón crece abundantemente en la bahía que hace de Bandar Torkaman un lugar estratégico para el cultivo del algodón en el país.

## Turismo
En el pasado esta ciudad estuvo equipada con tres grandes embarcaderos y fue usada por las Fuerzas aliadas durante la Segunda Guerra Mundial para el transporte de equipamiento. Sin embargo, dos de ellos se han hundido y en la actualidad, debido al deficiente equipamiento y gradual declive del agua, Bandar Torkaman posee sólo un embarcadero, no está animado y se usa mayormente para comunicar con la isla de Ashuradeh. En Noruz (Año Nuevo Iraní) y en los veranos, este embarcadero está lleno de mercaderes estacionales que traen objetos de fabricación turcómana para vender. La isla de Asuradeh es la principal atracción turística de la región.

## Ciudades hermanas
- Acapulco, México (2012)[2][3]